# Ероманго
Ероманго (на езика бислама Erromango) лежи на 100 км2. южно от остров Ефате в Тихи океан. Островът се отнася към провинция Тафея, една от шестте провинции на Република Вануату. 

Малкият (975 км2.) планински остров се смята за най-доброто място в страната за трекинг и разходки пеша. Населението, в миналото достигало до 10 000 души, в днешно време наброява едва 1500. Една от причините за високата смъртност сред аборигените са епидемиите донесени от европейските колонизатори. В миналото Ероманго е привличал посетители със своето сандалово дърво.
Интерес представляват и пещерите пълни с минерализирани черепи, където в миналото меланезийците традиционно са съхранявали своите мъртви.